# Eufriesea brasilianorum
Eufriesea brasilianorum är en biart som först beskrevs av Heinrich Friese 1899.  Eufriesea brasilianorum ingår i släktet Eufriesea, tribus orkidébin, och familjen långtungebin. Inga underarter finns listade.